# Arboreto Lohbrügge
El Arboreto Lohbrügge (en alemán: Arboretum Lohbrügge, también conocido como Arboretum der Bundesforschungsanstalt für Forst- und Holzwirtschaft o el Arboretum Lohbruegge der Bundesanstalt), es un arboreto de 10 hectáreas de extensión, con invernaderos administrado por el "centro de investigación federal alemán para la silvicultura y los productos de bosque" (BFH). Su código de reconocimiento internacional como institución botánica así como de su herbario es LOHBR.

## Localización
Arboretum Lohbrügge Leuschnerstrasse 91, Lohbrügge, Hamburg, Deutschland-Alemania53°30′18.36″N 10°11′58.56″E / 53.5051000, 10.1996000
Es visitable previa cita.

## Historia
El arboreto fue establecido en 1965 por el BFH, Bundesforschungsanstalt für Forst- und Holzwirtschaft.

## Colecciones
Según Hamann y Seehann, en el año 1983 albergaba 1541 taxones de plantas repartidos entre el arboreto y los invernaderos; las cifras calculadas más recientemente se incrementan a 1570 taxones representando 126 familias procedentes de todos los continentes, incluyendo Taxodium distichum (de unos 70 años de edad) y Pinus longaeva.
Sus invernaderos (con 700 m², 14 metros de altura) contienen unas 500 especies de árboles tropicales de tres zonas climáticas diferentes: tropical, subtropical, y Mediterráneo. Entre ellas se incluyen notables especímenes de Carapa guianensis, Cedrela odorata, Dalbergia latifolia, Entandrophragma utile, E. cylindricum, Khaya ivorensis, especies de caoba, Swietenia macrophylla. 
El arboreto también contiene un herbario (3,200 especímenes) y una xiloteca con una colección de 24,000 muestras de madera.